# مارسيلو إم. كروكر
مارسيلو إم. كروكر (بالإنجليزية: Marcellus M. Crocker)‏ هو ضابط أمريكي، ولد في 6 فبراير 1830 في فرانكلين في الولايات المتحدة، وتوفي في 26 أغسطس 1865 في واشنطن العاصمة في الولايات المتحدة.